# Клайс, Джеффри
Джеффри Клайс (нидерл. Geoffrey Claeys; род. 5 октября 1974, Брюгге, Бельгия) — бельгийский футболист, играл в клубах Бельгии и сборной Бельгии, после завершения карьеры футболиста тренер.

## Биография

### Футбольная карьера
Клайс начал играть в футбол в юном возрасте, в 1983 году, в «Серкль Брюгге», клубе из своего родного города. Дебютировал в 1992 году в Эрсте классе. В том сезоне все ограничилось одной игрой. Год спустя он стал играть более регулярно и через сезон стал постоянным игроком «Серкль Брюгге». Клайс играл на позиции центрального защитника или полузащитника. Сдержанный, но эффективный стиль игры привлек к нему внимание «Фейеноорда» куда перешёл в 1996 году, где провёл два сезона появившись в 45 матчах.
В 1998 году «Андерлехт» предложил ему вернуться в Бельгию. Но в «Андерлехте» у него было не так много игрового времени и поэтому он ушел в аренду в конце сезона в «Эндрахт Алст», но в 2000 году он перешел в «Льерс». Как и в случае с «Андерлехтом» и «Алстом», защитник пробыл в клубе один сезон.
В 2001 году он перешел в «Эксельсиор Мускрон». Клайс стал постоянным игроком валлонского клуба и в итоге оставался в «Мускроне» до 2005 года. В том же году Джеффри снова уехал за границу, на этот раз не в Нидерланды, а в Австралию в клуб «Мельбурн Виктори». Проведя за клуб 16 матчей, 14 декабря 2006 года поставил точку в своей карьере. В 2007 году он возобновил карьеру и выступал за «Торхаут», выступавший в третьем бельгийском дивизионе. 1 ноября 2007 года он также объявил, что прекращает играть в футбол вновь, однако в 2009 году он вернулся в футбол для выступлений за «Велдегем».
Джеффри трижды выходил на поле в составе национальной сборной Бельгии.

### Тренерская карьера
В 2012 году Клайс, после завершения карьеры футболиста, работал тренером молодёжного состава и ассистентом главного тренера основного состава в клубе «Дейнзе». В ноябре 2015 года он сменил уволенного Денниса ван Вейка на посту главного тренера. Целью клуба было попасть в восьмерку лучших, чтобы «Дейнзе» продолжал оставаться профессиональным клубом после футбольных реформ 2016 года. В конечном счете у Клайса ничего не вышло, так как «Дейнзе» финишировал только четырнадцатым, в результате чего его перевели в полупрофессиональный Национальный дивизион.
После сезона 2015/16 Клайс вернулся в Австралию, в свой бывший клуб «Мельбурн Виктори» в качестве тренера молодежной команды, а также подрабатывал в местной академии Football star.. Клайс проработал в Австралии два года, а затем решил уйти в творческий отпуск.
В 2019 году он стал тренером любительского восточно-фламандского клуба «ФК Клейт-Малдегем», где проработал до января 2021 года. Два месяца спустя «ФК Кнокке» пригласил его на должность помощника главного тренера. Клейс работал под руководством главного тренера Ива Ван Борма, с которым уже сотрудничал в «Дейнзе».